# Пётр I в мемуарах
Список мемуаров о Петре I включает ряд мемуарных сочинений, опубликованных в разное время на русском языке. Их объединяет то обстоятельство, что все они имеют отношение к описанию личности Петра I, к проводимым в стране реформам, особенностям быта и общественной жизни России петровской эпохи.
Список включает все издания, отмеченные в известном библиографическом указателе «История дореволюционной России в дневниках и воспоминаниях» под редакцией П. А. Зайончковского,

с незначительными дополнениями. По возможности (не всегда), выбраны именно те издания, которые библиографы считали наиболее авторитетными.

## Основные источники
| Автор                         | Название | Описываемый период     | Ссылка Пётр I                                                                |
| ----------------------------- | --- | ---------------------- | ---------------------------------------------------------------------------- |
| Авриль Ф.                     | Сведения о Сибири и пути в Китай, собранные… в Москве в 1686 году | 1686                   | [ 2 ]                                                                        |
| Апостол П. Д.                 | Дневник | 1725—1727              | [ 3 ]                                                                        |
| Афанасий Холмогорский         | Описание трёх путей из державы царского величества, ис поморских стран в Швецкую землю и до столицы их…                                                                                            | 1700                   | [ 4 ]                                                                        |
| Бассевич Г.-Ф. фон            | Записки графа Бассевича, служащие к пояснению некоторых событий из времени царствования Петра Великого                                                                                             | 1713—1725              | [ 5 ] [ 6 ]                                                                  |
| Белл Дж.                      | Белёвы путешествия чрез Россию в разные асиятские земли… | 1715—1719              | [ 7 ] [ 8 ] [ 9 ]                                                            |
| Беляев О. П.                  | Кабинет Петра Великого или подробное и обстоятельное описание… достопамятных вещей, лично Великому сему монарху принадлежащих… с присовокуплением к ним достоверных известий и любопытных сказаний | XVIII                  | [ 10 ]                                                                       |
|                               | Беляевский летописец | 1631—1698              | [ 11 ]                                                                       |
| Берхгольц Ф.-В.               | Дневник камер-юнкера Фридриха-Вильгельма Берхгольца… | 1721—1725              | [ 12 ] [ 13 ] [ 14 ] [ 15 ] [ 16 ] [ 17 ] [ 18 ] [ 19 ] [ 20 ] [ 21 ] [ 22 ] |
| Боди А.                       | Пётр Великий на водах в Спа | 1717                   | [ 23 ]                                                                       |
| Болесте П.                    | Полтавский бой, описанный современником очевидцем… | 1709                   | [ 24 ]                                                                       |
| Борзаковский Ф., Ладинский П. | Отрывки из дневника Гетманской канцелярии… | 1722—1723              | [ 25 ]                                                                       |
| Брешков Н.                    | Отрывок из записок… | 1725                   | [ 26 ]                                                                       |
| Брюйн К. де                   | Путешествие через Московию… | 1701—1703, 1707—1708   | [ 27 ] [ 28 ]                                                                |
| Брюс П. Г.                    | Из «Мемуаров…» | 1720-е                 | [ 29 ]                                                                       |
|                               | Василий Леонтьевич Кочубей в рассказе его современника… | 1708                   | [ 30 ]                                                                       |
| Вебер Х.-Ф.                   | Записки Вебера | 1714—1719              | [ 31 ]                                                                       |
| Вебер Х.-Ф.                   | Из книги Ф.-Х. Вебера «Преображённая Россия»… | 1702—1720              | [ 32 ]                                                                       |
| Виллардо де                   | Краткое описание жизни графа Петра Андреевича Толстого… | 1680—1720-е            | [ 33 ]                                                                       |
| Виллиамс                      | Записки о Петре Великом… | кон. XVII — нач. XVIII | [ 34 ]                                                                       |
| Вильбоа Н. П.                 | Записки Вильбоа, современника Петра Великого… | 1698—1730-е            | [ 35 ]                                                                       |
| Вильбуа Ф.                    | Рассказы о российском дворе | кон. XVII—нач. XVIII   | [ 36 ]                                                                       |
| Вильгельмина Байрейтская      | Эпизод из посещения Берлина Петром Великим… | 1719                   | [ 37 ]                                                                       |
| Галларт Л. Н.                 | Подробное описание осады города Нарвы и сражения под сим городом… | 1700—1701              | [ 38 ]                                                                       |
| Ганнибал А. П., Древник А. К. | Автобиографические показания о происхождении, приезде в Россию и службе… | 1700-е—1760-е          | [ 39 ]                                                                       |
| Гельбиг Г. фон.               | Русские избранники | 1700-е—1790-е          | [ 40 ]                                                                       |
| Гельмс И. А.                  | Достоверное описание замечательных событий при осаде города Риги… | 1709—1710              | [ 41 ]                                                                       |
| Гилленкрок А.                 | Сказание о выступлении его величества короля Карла XII из Саксонии и о том, что во время похода к Полтаве, при осаде её и после случилось                                                          | 1700-е                 | [ 42 ]                                                                       |
| Голиков И. И.                 | Подлинные анекдоты о Петре Великом | 1680—1725              | [ 43 ] [ 44 ]                                                                |
| Головин В. В.                 | Записки о бедной и суетной жизни человеческой | 1696—1733              | [ 45 ]                                                                       |
| Гордон П.                     | Дневник… | 1635—1659              | [ 46 ]                                                                       |
| Гротиан И. Г.                 | Выселение жителей Дерпта… | 1708                   | [ 47 ]                                                                       |
| Грунд Г.                      | Доклад о России… | 1705—1710              | [ 48 ]                                                                       |
| Гуаско О.                     | Жизнь князя Антиоха Кантемира | 1709—1743              | [ 49 ]                                                                       |
| Давид И.                      | Современное состояние Великой России, или Московии | 1686—1689              | [ 50 ]                                                                       |
| Демидов П. А.                 | Автобиографическое показание | 1672—1761              | [ 51 ]                                                                       |
| Демидов П. А.                 | Сказка П. А. Демидова | 1672—1772              | [ 52 ]                                                                       |
| Денбей                        | «Скаска»… | 1701—1705              | [ 53 ]                                                                       |
| Денисов А.                    | Повесть риторическая о срете в Moскве слона персидскаго… | между 1714—1717        | [ 54 ]                                                                       |
|                               | Диариуш пути из Вильно в Петербург и пребывания в нём его светлейшей милости господина Сапеги… | 1726                   | [ 55 ]                                                                       |
|                               | Дневник зверского избиения бояр… | 1682                   | [ 56 ]                                                                       |
| Дона Х. фон                   | Рассказ о Петре Великом | 1709                   | [ 57 ]                                                                       |
| Дюнуайе А.-М.                 | Пребывание имп. Петра Великого в Париже | 1717                   | [ 58 ]                                                                       |
| Жданов М.                     | Встреча с Петром Великим | 1720                   | [ 59 ]                                                                       |
| Желябужский И. А.             | Дневные записки | 1682—1709              | [ 60 ]                                                                       |
| Жербильон Ж. Ф.               | Известия о Сибири… | 1688—1689              | [ 61 ]                                                                       |
|                               | Журнал его императорского величества государя Петра Первого | 1697—1699              | [ 62 ]                                                                       |
|                               | Журнал путешествия во Францию и пребывания в Париже Петра Великого… | 1716—1717              | [ 63 ]                                                                       |
|                               | Записка о взятии Дерпта и об отражении, в 1704 году, шведов от Санктпетербурга и Кроншлота | 1704                   | [ 64 ]                                                                       |
|                               | Записка о войне шведской, в царствование Петра Великаго ведённой, и о сражении с Левенгауптом… | 1708                   | [ 65 ]                                                                       |
|                               | Записка преставлению и погребению царевича Алексея Петровича | 1718                   | [ 66 ]                                                                       |
|                               | Записки о важнейших внутренних происшествиях и учреждениях в России с 1707 по 1712 год | 1707—1712              | [ 67 ]                                                                       |
|                               | Записки о стрелецком бунте | 1682                   | [ 68 ]                                                                       |
| Зейден К.                     | Пётр Великий в Дании… | 1716                   | [ 69 ]                                                                       |
| Идес И., Бранд А.             | Записки о русском посольстве в Китай… | 1692—1695              | [ 70 ]                                                                       |
| Ильинский И. И.               | Журнал Академии наук переводчика Ивана Ильинского | 1721—1730              | [ 71 ]                                                                       |
| К.Н.В.                        | Пребывание в Спа русских государей… | 1717                   | [ 72 ]                                                                       |
| Караччиоли                    | Анекдот о Петре Великом | нач. XVIII             | [ 73 ]                                                                       |
| Кашин Н. И.                   | Поступки и забавы императора Петра Великаго… | 1717—1725              | [ 74 ]                                                                       |
| Кемпфер Э.                    | Извлечение из рукописнаго сочинения… | 1681                   | [ 75 ]                                                                       |
| Корб И.-Г.                    | Дневник путешествия в Московию… | 1698—1699              | [ 76 ] [ 77 ]                                                                |
|                               | Краткое описание большого императорского города С.-Петербурга | 1703—1721              | [ 78 ]                                                                       |
|                               | Краткое описание города Петербурга и пребывания в нём польского посольства… | 1720                   | [ 79 ]                                                                       |
| Крейс К. И.                   | Экстракт из журнала, держанного от господина вице-адмирала Крейса, на пути из Москвы на Воронеж, с Воронежа в Азов, на Таганрог и к Керчи, а оттуды паки назад к Азову…                            | 1699                   | [ 80 ]                                                                       |
| Креки де                      | Мемуары… | 1720-е—1770-е          | [ 81 ]                                                                       |
| Крман Д.                      | Итинерарий | 1708—1709              | [ 82 ]                                                                       |
| Куракин Б. И.                 | Военная хитрость царя Петра Алексеевича под Нарвою 8-го июня 1704 г… | 1704                   | [ 83 ]                                                                       |
| Куракин Б. И.                 | Гистория о Петре I и ближних к нему людях… | 1682—1695              | [ 84 ]                                                                       |
| Куракин Б. И.                 | Дневник и путевые заметки князя Бориса Ивановича Куракина… | 1705—1707              | [ 85 ]                                                                       |
| Куракин Б. И.                 | Жизнь князя Бориса Ивановича Куракина им самим описанная… | 1676—1709              | [ 86 ]                                                                       |
| Куракин Б. И.                 | Записки князя Бориса Ивановича Куракина о пребывании в Англии, отъезде в Россию к армии, путешествие с царём Петром Алексеевичем в Карлсбад и о назначении своём на съезд в Утрехт…                | 1676—1712              | [ 87 ]                                                                       |
| Куракин Б. И.                 | Русско-шведская война. Записки… | 1700—1710              | [ 88 ]                                                                       |
| Ланг Л.                       | Записки о Сибири… | 1715—1716              | [ 89 ]                                                                       |
| Ланг Л.                       | Поденная записка пребывания г. Лоренца Ланга, агента е. в. императора российского при Китайском дворе…                                                                                             | 1720—1722              | [ 90 ]                                                                       |
| Леонтий (Лукьянов И.)         | Путешествие в святую землю священника Лукьянова | 1701—1702              | [ 91 ]                                                                       |
|                               | Летописец, или Описание краткое знатнейших действ и случаев, что в котором году деялося в Украини малороссийской обеих сторон Днепра и кто именно когда гетманом был козацким                      | 1647—1737              | [ 92 ]                                                                       |
| Лукомский С. В.               | Автобиографическая «сказка»… | 1701—1770              | [ 93 ]                                                                       |
| Матвеев А. А.                 | Записки… | 1680—1690              | [ 94 ]                                                                       |
| Мессершмидт Д. Г.             | Дневники… | 1720—1726              | [ 95 ]                                                                       |
| Миних Б.-К. фон.              | Записки… | 1720—1761              | [ 96 ] [ 97 ]                                                                |
| Миних Б.-К. фон.              | Известие фельдмаршала Миниха о Ладожском канале | 1723                   | [ 98 ]                                                                       |
| Миних Э.                      | Записки… | 1717—1741              | [ 99 ]                                                                       |
| Могутов В.                    | Редкое и достопамятное известие о бывшей из России в Великую Татарию экспедиции под именем Посольства…                                                                                             | 1716—1717              | [ 100 ]                                                                      |
| Моро-де-Бразе Ж.              | Записки бригадира Моро-де-Бразе (касающеся до турецкого похода 1711 года) | 1711                   | [ 101 ]                                                                      |
| Мордвинов С. И.               | Родословие фамилии адмирала Мордвинова | 1713—1777              | [ 102 ]                                                                      |
| Абри де ла Мотрэ              | Из «Путешествия…» | 1720-е                 | [ 103 ]                                                                      |
| Нартов А. К.                  | Достопамятные повествования и речи Петра Великого | 1698—1725              | [ 104 ]                                                                      |
| Нарышкин И. Л.                | Дневник русского путешественника… | 1715—1716              | [ 105 ]                                                                      |
| Нащокин В. А.                 | Записки | 1712—1759              | [ 106 ] [ 107 ]                                                              |
| Невилль, де ла                | Записки де ла Невилля о Московии… | 1689                   | [ 108 ] [ 109 ]                                                              |
| Неелов Ф. П.                  | Сказка прапорщика Филиппа Неелова. (Послужной список) | 1672—1720              | [ 110 ]                                                                      |
| Неплюев И. И.                 | Записки | 1693—1773              | [ 111 ] [ 112 ]                                                              |
| Неплюев С. П.                 | Бой со шведами у местечка Клецка… | 1706                   | [ 113 ]                                                                      |
| Нечаев M. Г.                  | Книга хождение во святый град Иерусалим… | 1719—1720              | [ 114 ]                                                                      |
| Новицкий Г. И.                | Краткое описание о народе остяцком… | 1715                   | [ 115 ]                                                                      |
| Номен Я. К.                   | Записки о пребывании Петра Великого в Нидерландах… | 1697—1698, 1716—717    | [ 116 ]                                                                      |
|                               | О зачатии и здании царствующего града С.-Петербурга… | 1703, 1714—1725        | [ 117 ] [ 118 ]                                                              |
|                               | О персидском походе, при государе Петре Великом бывшем | 1724                   | [ 119 ] [ 120 ]                                                              |
|                               | О состоянии Российской империи… | 1680-е—1690-е          | [ 121 ]                                                                      |
|                               | Объявление о возвращении из заточения ближнего боярина Артемона Сергеевича Матвеева и о кончине его                                                                                                | 1680-е                 | [ 122 ]                                                                      |
|                               | Описание Санктпетербурга и Кроншлота… | 1710—1711              | [ 123 ] [ 124 ]                                                              |
|                               | Описание сражения, происходившего 8-го июня 1704 года, между русским и шведами под Нарвою | 1704                   | [ 125 ]                                                                      |
|                               | Описанное самовидцем торжество, происходившее в С.-Петербурге 22 октября 1721 года в царствование Петра Великого…                                                                                  | 1721                   | [ 126 ]                                                                      |
| Перри Д.                      | Состояние России при нынешнем Царе… | 1698—1715              | [ 127 ] [ 128 ]                                                              |
|                               | Петербург в 1720 году. Записки поляка-очевидца | 1720                   | [ 129 ]                                                                      |
| Пётр I                        | Рассказ Петра о начале кораблестроения в России… | кон. XVII              | [ 130 ]                                                                      |
| Пипер Г. А.                   | Извлечение из записок прапорщика Густава Абрама Пипера… | 1710-е                 | [ 131 ]                                                                      |
|                               | Письмо одного знатного человека из Вены. О состоянии Российской империи | 1690-е                 | [ 132 ]                                                                      |
| Плейер О.-А.                  | О нынешнем состоянии государственного управления в Московии… | 1696—1710              | [ 133 ] [ 134 ]                                                              |
|                               | Повествование о московских происшествиях по кончине царя Алексея Михайловича… | 1682                   | [ 135 ]                                                                      |
|                               | Поденные записи очевидца московского восстания 1682 года | 1682                   | [ 136 ]                                                                      |
| Понятовский С.                | Записка, или Рассказ Мазовецкого воеводы о событиях его жизни… | 1690—1710-е            | [ 137 ]                                                                      |
|                               | Походный журнал 1705 года… | 1705                   | [ 138 ]                                                                      |
| Ришельё де                    | Пребывание Петра Великого в Париже… | 1717                   | [ 139 ]                                                                      |
| Розенбуш Б. фон               | Верное показание несчастной Resconter… | 1682                   | [ 140 ]                                                                      |
| Романов С.                    | История о вере и челобитная о стрельцах | 1682                   | [ 141 ]                                                                      |
|                               | Свидание Петра Великого с Августом II в Биржах… | 1701                   | [ 142 ]                                                                      |
| Седерберг Г.                  | Бывшего полкового священника, магистра Генриха Седерберга, заметки о религии и нравах русского народа…                                                                                             | 1709—1718              | [ 143 ]                                                                      |
|                               | Секретные письма серьёзных людей о замечательных предметах государственного и учёного мира… | 1690-е—1700-е          | [ 144 ] [ 145 ]                                                              |
| Сен-Симон Л. де               | О пребывании Петра Великого в Париже… | 1717                   | [ 146 ]                                                                      |
| Сенявин Н. А.                 | Морские журналы Наума Акимовича Сенявина… | 1705—1712              | [ 147 ]                                                                      |
| Сильвестр (Медведев С. А.)    | Созерцание краткое… | 1680-е                 | [ 148 ]                                                                      |
| Смирная Е.-А. В.              | Данила Яковлевич Земской. Один из птенцов Петра Великого | 1690-е—1710-е          | [ 149 ]                                                                      |
|                               | Современные рассказы и отзывы о Петре Великом. (Извлечения из записок Х. фон Дона, Вильгельмины Байретской, Ж. Бюва, Записок французской академии надписей)                                        | 1700-е—1710-е          | [ 150 ]                                                                      |
| Соймонов Ф. И.                | Описание Каспийского моря и чинённых на оном российских завоеваний, яко часть истории государя императора Петра Великого…                                                                          | 1710—1730-е            | [ 151 ]                                                                      |
| Страленберг Ф. И.             | Сочинение о Сибири. Отрывки и излож | 1711—1723              | [ 152 ]                                                                      |
| Тверитинин Г.                 | Рассказ о колоколах в письме к сестре… | 1701                   | [ 153 ]                                                                      |
| Толстой П. А.                 | Путешествие стольника П. А. Толстого | 1697—1699              | [ 154 ] [ 155 ]                                                              |
| Толычова Т.                   | Предания о Демидовых и о Демидовских заводах | 1700-е                 | [ 156 ]                                                                      |
|                               | Точное известие о… крепости и городе Санкт-Петербург, о крепостце Кроншлот. — См.: Описание Санктпетербурга и Кроншлота в 1710-м и 1711-м гг.                                                      | 1710—1711              |                                                                              |
| Трубецкой Н. Ю.               | Журнал собственный К.Н.Т. по возвращении в 1717 г. из немецкой земли | после 1717             | [ 157 ]                                                                      |
| Ту-Ли-Чэнь                    | Записки путешествия послов в последние краи света посыланных | 1714                   | [ 158 ] [ 159 ] [ 160 ] [ 161 ] [ 162 ]                                      |
| Турнифор Ж. П. де             | Тифлис в начале XVIII века | нач. XVIII             | [ 163 ] [ 164 ]                                                              |
| Уитворт Ч.                    | О России, какой она была в 1710 году | 1710                   | [ 165 ]                                                                      |
| Унковский И.                  | Журнал капитана от артиллерии о пребывании его у контайши Цеван-Рабтана… | 1722—1724              | [ 166 ]                                                                      |
| Феофан Прокопович             | Краткая повесть о смерти Петра Великого… | 1725                   | [ 167 ]                                                                      |
| Ферран                        | Путешествие из Крыма в Черкесию через земли ногайских татар… | 1709                   | [ 168 ]                                                                      |
| Фоккеродт И.-Г.               | Россия при Петре Великом | 1720—1725              | [ 169 ]                                                                      |
| Чернышёв Г. П.                | Записки… | 1672—1739              | [ 170 ]                                                                      |
| Шлейссингер Г. А.             | Полное описание России находящейся ныне под властью двух царей-соправителей Ивана Алексеевича и Петра Алексеевича                                                                                  | 1680-е                 | [ 171 ]                                                                      |
| Шничер И. Х.                  | Записки шведского капитана Иоанна Христиана Шничера, который был у китайских посланников, бывших в 1714 году у Аюки хана в провожатых                                                              | 1714                   | [ 172 ]                                                                      |
| Штелин Я. Я.                  | Подлинные анекдоты о Петре Великом, собранные Яковом Штелиным | кон. XVII — нач. XVIII | [ 173 ] [ 174 ] [ 175 ]                                                      |
| Эйхгольц                      | Рассказ барона Эйхгольца… | 1678—1747              | [ 176 ]                                                                      |
| Эребо Р.                      | Выдержки из автобиографии… | 1709—1711, 1712, 1714  | [ 177 ] [ 178 ]                                                              |
| Эренмальм Л. Ю.               | Описание города Петербурга, вкупе с несколькими замечаниями | 1720-е                 | [ 179 ]                                                                      |
| Юль Ю.                        | Записки… | 1709—1712              | [ 180 ] [ 181 ]                                                              |
| Яблоновский Я.-С.             | Пётр I в Русской Раве… | 1698                   | [ 182 ]                                                                      |
| Яковлев А. А.                 | Выписка из журнала… | 1711                   | [ 183 ]                                                                      |
| Яковлев А. А.                 | Карманный журнал… | 1714—1727              | [ 184 ]                                                                      |

## Дополнения
Ряд источников не отмеченных в общем списке совсем незначительны. Имеются и такие, в которых основное действие происходит уже за пределами начала XVIII в. Все они затрагивают мотив личности императора и саму петровскую эпоху лишь как небольшой эпизод. Тем не менее, и в них можно почерпнуть ряд любопытных и важных деталей.
| Автор                       | Название | Описываемый период | Ссылка                  |
| --------------------------- | --- | ------------------ | ----------------------- |
| Пётр (Алексеев), протоиерей | Всеподданнейшее письмо протоиерея Алексеева к императору Павлу Петровичу                                        | нач. XVIII         | [ 185 ]                 |
|                             | Альманах привилегированного Стрелковаго Общества в Карлсбаде…                                                   | 1711—1801          | [ 186 ]                 |
|                             | Анекдот о Петре Великом                                                                                         | нач. XVIII         | [ 187 ]                 |
|                             | Анекдоты прошлого столетия…                                                                                     | нач. XVIII         | [ 188 ] [ 189 ] [ 190 ] |
| Бантыш-Каменский Д. Н.      | Жизнь Николая Николаевича Бантыш-Каменского                                                                     | 1700—1810-е        | [ 191 ]                 |
| Добряков Т. С.              | Сказание о московском 1-й гильдии купце Семёне Прокофьевиче Васильеве…                                          | 1700—1760-е        | [ 192 ]                 |
|                             | Зерцало непоколебимой веры и многоименитыя добродетели. Граф Александр Борисович Бутурлин, генерал-фельдмаршал… | 1700—1760-е        | [ 193 ]                 |
|                             | Исторические рассказы и анекдоты…                                                                               | XVIII              | [ 194 ]                 |
| Львова Е. Н.                | Рассказы, заметки и анекдоты из записок Елисаветы Николаевны Львовой…                                           | нач. XVIII         | [ 195 ]                 |
| Мансуров А.                 | Пётр Великий в городе Касимове                                                                                  | 1722               | [ 196 ]                 |
| Муханова М. С.              | Из записок… | 1700—1820-е        | [ 197 ]                 |
|                             | Народное предание о Брюсе…                                                                                      | XVIII              | [ 198 ]                 |
| Олсуфьев Д. А.              | Краткая биография статс-секретаря Екатерины II-й Адама Васильевича Олсуфьева…                                   | 1720—1780-е        | [ 199 ]                 |
|                             | Пётр Великий в Карлсбаде…                                                                                       | 1711—1712          | [ 200 ]                 |
|                             | Рассказы Сергея Михайловича Голицына…                                                                           | XVIII              | [ 201 ]                 |
| Снегирёв И. М.              | Воспоминания…                                                                                                   | 1700—1820-е        | [ 202 ]                 |
|                             | Соликамские предания                                                                                            | 1700-е             | [ 203 ]                 |
| Тредиаковский В. К.         | Автобиографическая записка…                                                                                     | 1700—1746          | [ 204 ]                 |
| Тургенев А. М.              | Записки… | 1700—1820-е        | [ 205 ]                 |